# بطريركية الروم الأرثوذكس (القدس)
بطريركية الروم الأرثوذكس أو الدير الكبير دير أثري للروم الأرثوذكس يعود تاريخه إلى العصر البيزنطي في فلسطين. تم بناؤه عام 494 داخل أسوار البلدة القديمة لمدينة القدس، في حارة النصارى. وقد مثل مركز أديرة الروم الأرثوذكس في فلسطين. يضم الدير بداخله ثلاثة كنائس، كنيسة القديسة هيلانة، كنيسة تقلا، وكنيسة مار يعقوب.